# Pavao Butorac
Pavao Butorac (Perast, 26. ožujka 1888. – Dubrovnik, 22. veljače 1966.), hrvatski povjesničar, biskup i teološki pisac. Proučavao je povijest, povijest kulture i umjetnosti Boke kotorske (Opatija Sv. Jurja kod Perasta i dr.) i Dubrovnika. 

## Životopis
Studirao je teologiju u Zadru. Za svećenika Kotorske biskupije zaređen je 17. srpnja 1910., a za njezina biskupa 6. ožujka 1938. Dubrovačkom biskupijom je upravljao nakon odreknuća Josipa Marije Carevića, a 25. rujna 1950. imenovan je njezinim biskupom ordinarijem, što je ostao do smrti.
Butorac je 29. srpnja 1947. s još šestoricom biskupa (splitsko-makarski biskup Kvirin Klement Bonefačić, beogradski nadbiskup Josip Ujčić, hvarski biskup Mihovil Pušić, skopski biskup i banjalučki apostolski administrator Smiljan Franjo Čekada, generalni vikar i ljubljanski pomoćni biskup Anton Vovk te lavantinski tj. mariborski pomoćni biskup Maksimilijan Držečnik) sa sastanka u Ljubljani potpisao predstavku koju su uputili Predsjedništvu Savezne vlade FNRJ. Predstavka se je ticala raznih stvari, među ostalim i problema u svezi s vjeronaukom. U predstavci su konstatirali da je "Katolička crkva u Jugoslaviji često lišena mogućnosti da vodi brigu o vjerskom odgoju mladeži, da u državnim školama mnogi nastavnici udaraju na same temelje religije time što svojim učenicima i učenicama nameću materijalističko shvaćanje života, govore protiv Boga te jednostrano prikazuju svjetsku i crkvenu povijest ocrnjujući religiju i Crkvu te se vjeronauk u nekim školama uopće ne predaje, a u nekim uz ograničenja koja mu oduzimaju svaku praktičnu važnost. Tamo gdje svećenici radi malog broja djece ili drugih razloga daju mladeži vjersku poduku u crkvi, vjeronauk se zabranjuje, a svećenici se pozivaju na odgovornost i kažnjavaju." 
U predstavci su naglasili da su primijetili kako se nedjeljom "organiziraju skupni školski izleti, udarnički radovi i javna predavanja s ciljem da se školskoj mladeži onemogući obavljanje vjerskih dužnosti" i upozorili kako je broj vjerskih školskih blagdana sveden na minimum.
Travnja 1949. biskupi Pušić, Bonefačić i Butorac te kaptolski šibenski vikar Rudolf Pian poslali su predstavku Komisiji za vjerske poslove NR Hrvatske. Jugoslavenska je se vojska bila smjestila u crkvenim prostorijama, u Biskupskom sjemeništu u Splitu, zbog čega bogoslovi iz tih krajeva nisu se mogli školovati ondje, nego ići drugamo po državi. U predstavci su zatražili da im vojska ostavi barem dio dvorana i da bogoslovskoj školi omogući racioniranje hrane. Vlasti nisu udovoljile, a 1950. predstavku su ponovili, s time da su ju tog puta uputili Titu i Vladimiru Bakariću.
29. lipnja 1950. Pušić, Bonefačić, Butorac i Pian opet su pisali predstavku predstavku Komisiji za vjerske poslove NR Hrvatske. Ovaj put je bila u svezi s otimačinom crkvenih matičnih knjiga. Samovolja komunističkih vlasti u Hrvatskoj išla je dotle da su Crkvi oduzeli matične knjige, pa čak i one isključivo crkvenog karaktera, a nisu ih vratili. Usporedbe radi, u Srbiji su vlasti ble razumnije po tom pitanju: matične su knjige prepisale i ostavile ih župnim uredima. Zbog nepovoljnog rješenja predstavke, sljedeće godine ta je predstavka pisana i Predsjedništvu Vlade FNRJ i predsjedniku Josipu Brozu.
Surađivao je s časopisima Hrvatskom prosvjetom, Narodnim starinama, Bogoslovskom smotrom i drugima. 1964. je dobio počasni doktorat zagrebačkog sveučilišta.

## Glavna djela
- Politički i gospodarstveni liberalizam i krčćanstvo, FP 1920
- Boka Kotorska od najstarijih vremena do Nemanjića, Tisak Narodne Tiskare, 1927
- Gospa od Škrpjela - Our Lady of the Rocks, Naklada Gospa od Škrpjela, 1930
- Boka Kotorska nakon pada Mletačke republike do Bečkog kongresa: (1797-1815), 1938
- Boka Kotorska prema narodnome pokretu u revolucionarnoj godini: 1848, 1938
- Problem Kulture, 1966
- sa Srećkom Majićem: Kotor za samovlade (1355-1420) Sv.13 Gospa od Škrpjela, 1999
- Boka Kotorska u 17. i 18. stoljeću: politički pregled Sv.15 Gospa od Škrpjela, 2000
- Kulturna povijest grada Perasta, Zagreb 2011